# Просветљење
Просветљење (лат. илуминација, од: illuminare тј. осветлити) је филозофски и религијски концепт према којем је људска спознаја могућа захваљујући Божјем просветљењу људског ума. 
Теорија просветљења у античкој филозофији потиче од Платона (Федар 74б, 75; Менон 81). У хришћанској филозофији посебну важност има код Августина, који је каже: „Наше просветљење је учешће у Логосу, тј. у оном животу који је светлост људима“ (De Trin., 4,2,4).
Сродни појмови су:
- Гносис у јудео-хришћанству и хеленској филозофији
- Мокша у хиндуизму и ђаинизму
- Нирвана у будизму
- Сатори у зен будизму